# Sinocyclocheilus maitianheensis
Sinocyclocheilus maitianheensis är en fiskart som beskrevs av Li 1992. Sinocyclocheilus maitianheensis ingår i släktet Sinocyclocheilus och familjen karpfiskar. Inga underarter finns listade i Catalogue of Life.